# Erikssonia protii
Erikssonia protii är en svampart som beskrevs av Cash ex J.A. Stev. 1943. Erikssonia protii ingår i släktet Erikssonia och familjen Phyllachoraceae.   Inga underarter finns listade i Catalogue of Life.